# 科萊特拉克峰
64°20′S 59°38′W / 64.333°S 59.633°W

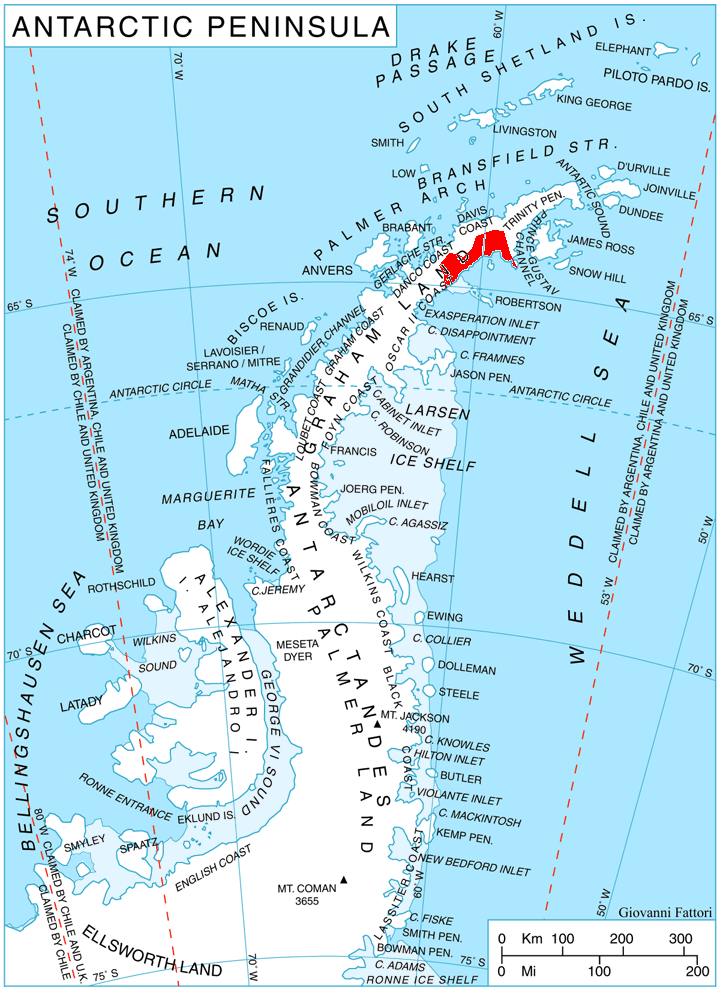

科萊特拉克峰是南極洲的山峰，位於葛拉漢地，根據英國探險隊的測量被繪入地圖，該山峰以拖拉機命名，現時由南極條約體系管理。
1. ↑  . apc.antarctica.ac.uk.   [2025-08-15].